# Kenyentulus xiaojinshanensis
Kenyentulus xiaojinshanensis är en urinsektsart som beskrevs av Yin, Xie, Zhang och Imadaté 1995. Kenyentulus xiaojinshanensis ingår i släktet Kenyentulus och familjen lönntrevfotingar. Inga underarter finns listade i Catalogue of Life.